# Gradiente di pressione
In fisica e in particolare in meccanica del continuo, il gradiente di pressione è il campo vettoriale conservativo (che possiamo indicare con {\displaystyle {\vec {E}}} in analogia con il campo elettrostatico, anch'esso un campo conservativo) rappresentato per definizione dal gradiente del potenziale scalare corrispondente alla pressione idrostatica:
{\displaystyle {\vec {E}}\equiv \nabla p}
Per il teorema del gradiente infatti, il rotore di un gradiente è nullo e quindi il gradiente di pressione è un campo irrotazionale, ovvero conservativo:
{\displaystyle \nabla \times {\vec {E}}={\vec {0}}}
Il gradiente di pressione è una grandezza dimensionale le cui unità di misura sono la pressione per unità di lunghezza, espressa in Pa/m. Matematicamente si ottiene applicando l'operatore nabla alla pressione in funzione della posizione.
Nelle scienze atmosferiche, come la meteorologia e la climatologia, il gradiente di pressione o gradiente pressorio è la grandezza fisica che descrive in quale direzione e con quale velocità si ha la massima variazione di pressione in un dato luogo.

## Formalismo matematico
Poiché la pressione è una grandezza intensiva, cioè una funzione continua e differenziabile delle tre dimensioni (è cioè un campo scalare)
{\displaystyle p=p(x,y,z)}
in cui x, y e z sono le coordinate cartesiane della località che interessa, il gradiente di pressione è una quantità vettoriale definita come
{\displaystyle \nabla p={\begin{pmatrix}{\frac {\partial p}{\partial x}},{\frac {\partial p}{\partial y}},{\frac {\partial p}{\partial z}}\end{pmatrix}}}

## Interpretazione fisica
Il concetto di gradiente di pressione è una caratterizzazione locale dell'aria, o più in generale del fluido oggetto di investigazione, e viene definito solamente alle scale spaziali a cui viene definita la pressione.
Nell'atmosfera di un pianeta (inclusa quella terrestre), il gradiente di pressione è un vettore inclinato verso il basso, poiché la variazione massima di pressione è nella direzione verticale e aumenta con la diminuzione dell'altitudine. Il valore della forza del gradiente di pressione (cioè la sua norma) nella troposfera ha valori tipici dell'ordine di 9 Pa/m (o 90 hPa/km).
Il gradiente di pressione ha spesso una piccola ma importante componente orizzontale, che è responsabile della circolazione del vento. Il gradiente di pressione orizzontale è un vettore 2-dimensionale che risulta dalla proiezione del gradiente di pressione su un piano orizzontale locale. 
Vicino alla superficie terrestre, la direzione della forza del gradiente di pressione orizzontale va dalle alte pressioni verso quelle più basse. La sua particolare orientazione in ogni singolo punto ad un dato momento dipende fortemente dalla situazione climatica. Alle medie latitudini, i valori tipici del gradiente di pressione orizzontale sono dell'ordine di 10−2 Pa/m (o 10 Pa/km), anche se si possono raggiungere valori più elevati al fronte meteorologico. 

## Importanza meteorologica e climatica
Le differenze nella pressione atmosferica tra due località hanno un'importanza fondamentale nelle previsioni meteorologiche e climatiche. Il gradiente di pressione costituisce una delle principali forze che mettono in movimento l'aria, causando il vento. Poiché la direzione della forza del gradiente di pressione va dalle zone di alta pressione verso quelle di bassa pressione, ne consegue che il vento è orientato nella direzione opposta rispetto al gradiente di pressione.
Le onde sonore e le onde d'urto sono eventi che inducono elevati gradienti di pressione, ma si caratterizzano in genere solo come un disturbo transitorio.